# Теренско истраживање у археологији
Теренско истраживање у археологији почиње рекогносцирањем терена, односно прегледом терена и бележењем података који указују на могуће налазиште. Када је локалитет констатован, одлучује се да ли ће се приступити систематском археолошком истраживању, током и после кога се врше анализе и датовање материјала, као и обрада и интерпретација налаза.

## Откривање нових локалитета
Теренско археолошко истраживање започиње откривањем нових локалитета, рекогносцирањем терена. 
Транспортна ограничења озбиљно су ограничавали теренски рад све до 20. века. Случајна открића артефаката или остатака градње приликом пољопривредних или грађевинских радова битно су допринела корпусу археолошких сазнања у 19. и 20. веку и често била повод за стручнија истраживања.
Подводно истраживање не разликује се много од теренског рада на копну јер се ослања на рониоце и визуелно снимање делова морског дна. Фотографисање, бележење и рекогносцирање налазишта потонулих бродова или разбацаног бродског товара почива на истим основним принципима као рад на копну али је наравно тежи и тражи више времена. Ехо сонари и сонарни скенери замењују снимање из ваздуха приликом откривања аномалија на морском дну изузев у бистрим плитким водама а магнетни локатори врло су ефикасни у истраживању потонулих олупина.

## Обилазак терена и бележење
Најједноставнији метод је обилазак терена који подразумева уочавање мањих колебања у својствима терена и ако је то могуће уочавање артефаката на површини.
Изабрано подручје покрива се мрежом што омогућава систематично испитивање. Сваки налаз мора се убележити према координатама основне мреже.
Трагове градње или земљаних објеката какви су ровови или међе њива треба одмах истражити простом опремом али ако тумачење неког комплесног налазишта изискује већу прецизност може бити пожељно и накнадно подробније испитивање.
На основу мреже измерених висинских кота израђује се карта методом изохипси. Анализа и тумачење плана налазишта чини важан део археологије, а спој теренских истраживања и анализе плана може донети значајне резултате.

## Снимање из ваздуха
Највећи појединачни допринос теренском раду и документовању дало је снимање из ваздуха. Предност коју пружа опажање из даљине је у томе што је омогућено сагледавање целине, па је због тога међу методама даљинске детекције, за археологију управо највећи значај дало аероснимање.
Поред тога што омогућава поглед из „птичје перспективе“ снимак из ваздуха може при повољним условима регистровати земљом затрпане остатке на које указују промене у боји површинскох слоја тла или вегетација. Прва снимања вршена су из балона, а током Првог светског рата почиње снимање из авиона. Многи пионири овог типа археолошке фотографије стекли су искуство управо на овај начин међу њима и О. Џ. С. Крофорд и енглески мајор Џорџ Ален (1891—1940), који је по напуштању војне службе постао цивилни пилот и фото-апаратом који је сам направио, 1930. започео снимање необичних шара у њивама Енглеске. Утврђено је да ове линије представљају објекте и неолита, брознаног доба и антике.
Данас драгоцен извор података представљају сателитски снимци.

## Видљиви локалитети
Фотографија из ваздуха је корисна допуна теренским запажањима о видљивим остацима земљаних објеката. Изоловане особености терена могу добити више смисла ако се сагледају таквим свеобухватним погледом а могу се открити и оне које нису лако уочљиве на самом тлу. Најбоље услове обезбеђује ниско осветљење. Мраз или танак снежни покривач такође могу, због неравномерног топљења, да укажу на место остатака. Пошто су овакви услови ретки већа је шанса да то открића дође случано него плански.

## Невидљиви локалитети
Снимање из ваздуха је најзначајније ако се снимају локалитети за које је мала шанса да ће бити уочени током обичног обиласка терена. Када се неко налазиште открије случајно, размере и облик налазишта ретко кад су очигледни. Таква налазишта срећу се углавном у крајевима са интезивном земљорадњом. Њихово откривање почива на низу феномена који утичу на изглед вегетације или земљишта. 
Неки од таквих белега су само фантомска налазишта, која чине тла различите конзистенције и боје као траг некадашњих јама, јарака и земљаних објеката.
Белези на тлу могу се опазити када се земљиште пооре. Као и код биљних белега готово неприметне варијације се најбоље виде из ваздуха
Најзанимљивија тако откривена налазишта су римске виле које је фотографисао Роже Агаш у североисточној француској.
Налазиште које је откривено уз помоћ белега на тлу обично је тешко оштећено и може бити потпуно уништено ако се орање настави.

## Геофизичко рекогносцирање
Када није могуће уз помоћ снимања из ваздуха утврдити положај налазишта на располагању је известан број направа за геофизичко истраживање.
Употреба ових метода прикладна само на оним налазиштима чији је положај већ познат или претпостављен јер изискује много времена. Њихова главна сврха је откривање аномалија у терену које могу да потичу од људске делатности. 
Направе за геофизичко истраживање корисне су приликом провере детаља или тамо где би сондажна ископавања била неделотворан.
Пример су ископавања јужног бедема легионарског утврђења у Аску (Гвент). Примењен је релативно једноставан поступак мерења дуж линије која је почињала од тачке између познатог источног и западног бедема и откривене су две веома важне аномалије које су биле у складу с постојањем затрпаних јарака изван некадашњег бедема.
Геофизичко истраживање се користи и на већ познатим налазиштима како би се утврдило где би било најбоље ископавати.
Велики напредак геофизичких истраживања остварен је крајем шездесетих година 20. века када су се појавили инструменти који обезбеђују континуарно очитавање. Први инструменти су аутоматски предочавали податке у виду графичког приказа. Крајем осамдесетих заменили су их преносиви рачунари.
Резултати мерења се најчешће региструју линеарним дијаграмом чији врхови и удолине приказују места ниске и високе специфичне електричне отпорности, а оне пак указују на положај аномалија. Поред тога обједињени низ линеарних очитавања са једног терена се може објединити у карту изолинија. Одговарајућим рачунарским програмима врши се уклањање природних варијација, како би остали само археолошки локалитети.

### Инструменти
Геофизичко истраживање ослања се на две класе инструмената.
- Ом метри (мерачи отпора) - утврђују отпор здравице при проласку електричне струје
- Магнетометри - мере варијације магнетних својстава здравице.

За геофизичко истраживање користе се и детектори метала, радари, сонари...
Већина типова детектора метала региструје на малој дубини, археолози их користе како би утврдили положај разбацаних металних артефакта, попут оставе римског новца расуте приликом орања.
Једна осетљивија направа је мерач пулсне индукције, упозорава на присуство метала у гробовима које тек треба истражити. Њена примена обично није потребна ако је налазиште претходно испитано магнетометром. Неки археолози и музејски кустоси раде са корисницима детектора аметерима како би заједнички дошли до бројнијих и потпунијих података о налазишту. У Стетишему у Норфоку случајно су откривене оставе златног и сребрног новца и накита из 1. века пре нове ере, које су открили аматери.
Радари у археологији имају ограничену улогу. Ради на истом принципу као сонар само што користи електронски а не звучни сигнал.
Сигнал се одашиље у земљу одбија о евентуалну препреку и враћа у пријемник. Повратни сигнали зависе од густине и положаја онога на шта наиђу а резултат се исцртава у виду дијаграма.

## Традиционалне технике
Научни инструменти за локацију нису заменили све традиционалне технике које претходе ископавању налазишта.
Пример је ако се по тлу удара маљем изнад затрпаног зида зачуће се лака резонанција а потмуо одјек изнад хумусом испуњеног јарка.
Сондажа или бушење корисни су за проверу дубине тла, односно да би се узели узроци на основу којих се може стећи нека представа о стратиграфији.
Не сме се примењивати на малим, комплексним локалитетима, јер се могу оштетити артефакти. Чешће служи за узимање узорака тла ради анализе полена или да би се измерила колебања у садржају фосфата чиме се утврђује на којим се деловима земљишта живело и где су се обављале свакодневне активности.
Са раносредњовековног локалитета Валхагар на балтичком острву Готланд систематски су узети узроци ради анализе фосфата. Налазиште се састојало од раштрканих објеката и омеђених површина које су чиниле земљорадничку заједницу. Висока концентрација фосфата пореклом из животињског урина и балеге нађена је уз неке објекте, као и на отвореном простору где се могла обављати мужа или где су биле штале.
Рашљарство, традиционални начин откривања извора воде, непредвидљива је истраживачка техника. Рашљари се служе рачвастом граном или било чиме другим што сматрају прикладним. Обилазећи терен они држе грану изнад тла и обележавају места где се повила ка земљи. Очигледне успехе у проналажењу археолошких остатака, на пример основа срушених англосаксонских цркава, тешко је научно објаснити, јер они зависе од интуиције рашљара.

## Систематско археолошко ископавање
Пре почетка археолошких радова, проучава се спољашња и унутрашња морфологија земљишта и прикупљају се узораци за лабораторијску анализу. На основу теренских и лабораторијских анализа добијају се подаци о основним физичким и хемијским својсвтима тла, која могу указати и на активности које су се одвијале у прошлости на том локалитету. Утврђује се да ли је земљиште било образовано под терестричним условима, да ли је било плављено и сл. Утврђује се и каква је била вегетација, да ли постоје докази процеса илимеризације - лесиваже. На основу добијених резултата закључује се да ли је човек боравио на овом земљишту и да ли се бавио земљорадњом или је превасходно био ловац или номад.
Такође се може утврдити старост педогенезе земљишта.
Такође се пре почетка систематског археолошког ископавања врши геолошко рекогносцирање терена. Описују се стене, положај и старост слојева и њихов међусобни однос. Када се ископавања заврше, геолог детерминише петролошко-минералошки материјал који не нађен (који је служио за израду оружја и оруђа), а затим се утврђује радијус кретања некадашњих становника, што се бележи на карти.
На основу ових истраживања могу се утврдити и стари токови река.
Када је налазиште констатовано, приступа се систематско истраживање. Систематско археолошко ископавање почиње постављањем координатног система на површину земље у оквиру кога ће се отварати сонде. Овај систем се најчешће назива квадратна мрежа. Квадратна мрежа омогућава да се у оквиру налазишта тачно лоцирају сви покретни и непокретни налази и да се начини прецизан план локалитета. Сонде отворене у оквиру мреже могу бити квадратног или правоугаоног облика различитих димензија, што зависи од конфигурације терена и врсте налазишта. Одређен хоризонтални план, даље почиње да се одвија у вертикалној ординати. Кретањем у дубину сваки налаз добија и трећу димензију, односно трећу вредност у координатном систему. Непосредно ископавање врши се по природним или вештачки утврђеним стратиграфским целинама.
Слој земље који се откопава у једном наврату, стратум (лат. stratum), може бити геолошки одређен саставом и бојом земље. Овај поступак се примењује када су у геолошки хоризонти јасно издовојени, односно кад се смена подудара са сменом културних слојева.
Истраживање се може вршити и по механички одвојеним слојевима, када се евентуалне геолошке промене бележе у оквиру овог система.

## Документација о налазиштима
Приликом археолошког истраживања идеално је сачинити базу података. Добра документација може значајно да допринесе заштити локалитета приликом грађевинских и других радова.
Документација мора да садржи податке о положају локалитета, врсти земљишта, врсти артефаката и скице. Документација о налазиштима и споменицима обично је рачунарски обрађена.
Евидентирани налази требало би да буду унети у општи информациони систем у који би се унело графичко уцртавање уобичајеним топографским знацима на катастарским плановима и координате налазишта у постојећим каталозима. Евиденција о археолошким локалитетима треба сарджи све што дефинише географски положај налазишта. За трајно одређивање положаја ахреолошког налазишта уз могућност њиховог накнадног успостављања са тачношћу ± 5 см, потребно је обезбедити:
X - апсцису
Y - ординату
 
H - надморску висину (коту)
h - дубину на којој се артефакта налазе
φ - географску ширину
λ - географску дужину
Са познатим елеметима Y, X, H, φ и λ локација археолошког налазишта може се унети, картирати на свим географским картама и мапама и на тај начин се омогућавају остала истраживања везана за локацију.